# Römisch-katholische Kirche in Armenien

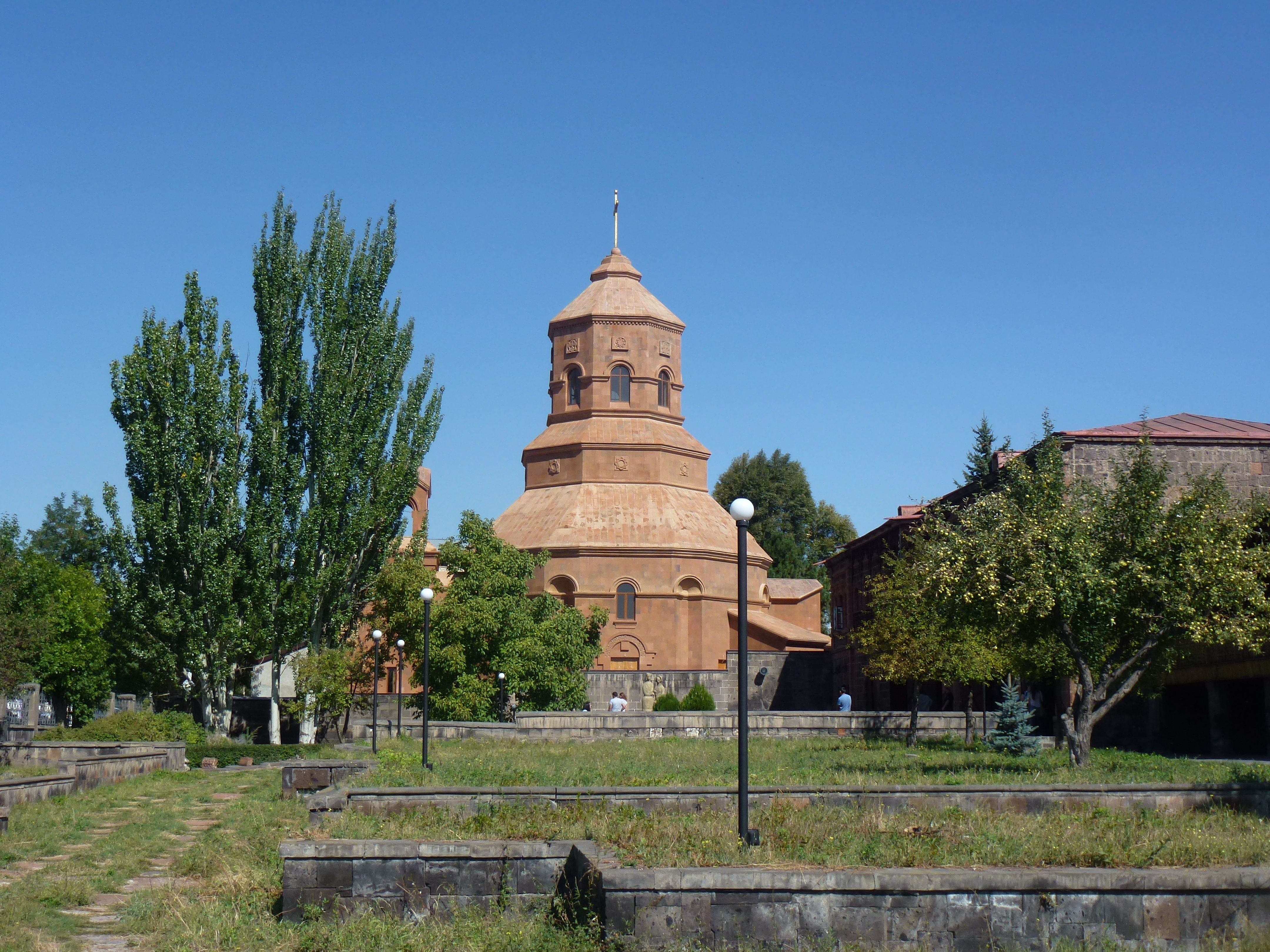
Kathedrale der Heiligen Märtyrer, Gjumri

Die römisch-katholische Kirche in Armenien ist von ihrer Struktur her eine junge Diasporagemeinde.
Geprägt von einer alten christlichen Kultur, zählt die katholische Kirche Armeniens heute 50.000 lateinische und 220.000 orientalische Katholiken.
Der Staat Armenien und der Heilige Stuhl (Vatikan) unterhalten diplomatische Beziehungen. Der Sitz des Apostolischen Nuntius, welcher zugleich für Georgien und Aserbaidschan zuständig ist, befindet sich in Tiflis. Seit Juni 2024 ist Erzbischof Ante Jozić Nuntius in Armenien.

## Diözesangliederung
Lateinische Kirche
- Apostolische Administratur Kaukasien

Armenisch-Katholische Kirche
- Ordinariat für die armenischen Gläubigen in Osteuropa